# SCR J1546−5534
SCR J1546−5534 是一顆位於矩尺座附近的紅矮星，距離太陽約27.3光年。對其光譜的光學分析得出2700 K的有效（表面）溫度和M7.5的光譜。